# Quadrophenia (chanson)
Pour les articles homonymes, voir Quadrophenia.
Pistes de Quadrophenia
The Real Me Cut My Hair
Quadrophenia est un instrumental tiré de l'album homonyme des Who, paru en 1973.

## Caractéristiques
Cette chanson est un medley de six minutes présentant la personnalité fragmentée du héros de l'album, Jimmy. Son auteur, Pete Townshend, a dit à ce sujet :
« Le concept de quadruplement de la personnalité provient d'une compréhension erronée de la schizophrénie. Jimmy est un garçon souffrant de schizophrénie, mais quand il prend des pilules, sa schizophrénie se divise et il souffre de quadrophénie. »
Cette chanson commence par le thème de Keith Moon (A bloody lunatic, I'll even carry your bags), enchaîne sur celui de John Entwistle (A romantic, is it me for a moment?) et celui de Roger Daltrey (A tough guy, a helpless dancer) avant de se terminer sur celui de Pete Townshend (A beggar, an hypocrite, love reign o'er me). Les quatre thèmes (voir introduction de l'article principal) qui traversent l'œuvre sont donc présentés successivement dans cette chanson. Cela s'oppose à l'avant-dernière piste de l'album, The Rock, où les thèmes sont présentés simultanément. On peut dire que ce morceau est une sorte d'ouverture, si l'on considère Quadrophenia comme un opéra-rock.

## Sources
- Notes sur l'album et les chansons
- Site de référence sur l'album